# Palácio da Justiça (João Pessoa)
O Palácio da Justiça é a sede do Tribunal de Justiça da Paraíba. Fica localizado em frente à Praça João Pessoa, no Centro Histórico de João Pessoa.
O prédio já pertenceu à Escola Normal que permanecendo instalada até 1939, passou por uma reforma interna e perdeu suas características neoclássicas para sediar o Tribunal de Justiça em julho de 1939. Localiza-se atualmente no prédio, no hall de entrada, desde 23 de maio de 1965 o Museu e Cripta de Epitácio Pessoa, onde repousam os restos mortais do ex-presidente da República e de sua esposa.